# Christoph von Bellinghausen

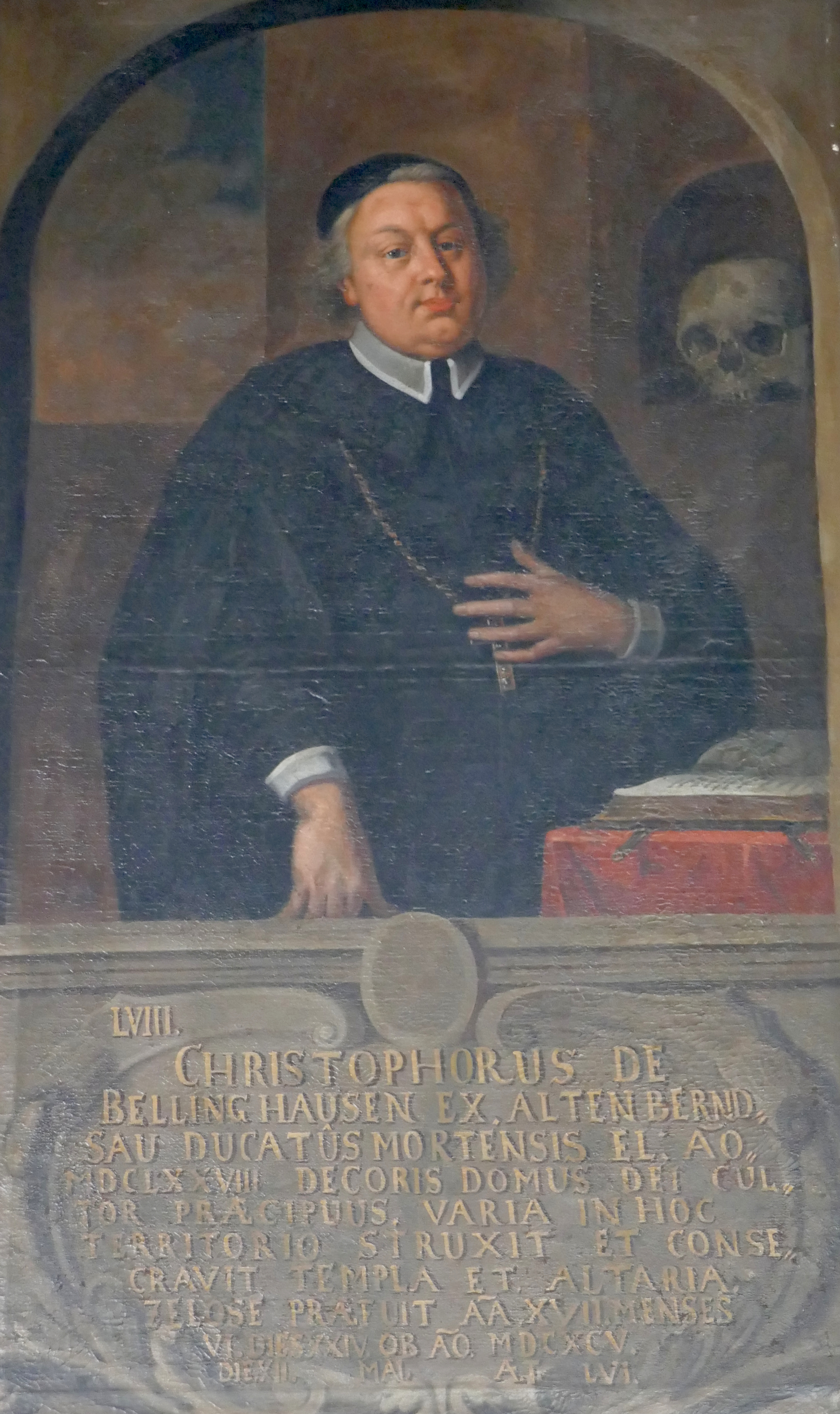
Christoph von Bellinghausen

Reichstaler mit der Darstellung des hl. Vitus und dem Wappenbild des Abtes Christoph von Bellinghausen

Christoph von Bellinghausen OSB (* 1641 in Alt-Bernsau; † 12. Mai 1696 in Corvey) war von 1678 bis 1696 Abt von Corvey. 

## Frühe Jahre
Er stammte aus dem Adelsgeschlecht derer von Bellinghausen aus dem Herzogtum Berg. Er war Sohn von Johann Georg von Bellinghausen. Mit sechzehn Jahren trat er dem Kloster Corvey bei. Im Jahr 1659 legte er die Profess ab. Er wurde 1664 zum Subdiakon geweiht und empfing 1666 die Priesterweihe. 
Unter anderem wegen seiner Gelehrsamkeit und Klugheit wurde er für zwei Jahre in das Corveyer Mutterkloster Corbie in Frankreich entsandt. Es besuchte dabei auch den Hof von Versailles und reiste anschließend durch Italien. Über Venedig und Assisi kam er nach Rom und in die Abtei Montecassino. In Venedig diente er der Familie Medici als Erzieher der Kinder. Danach reiste er durch Böhmen, Österreich und verschiedene deutsche Städte.

## Wahl
Nach dem Tod des Administrators von Corvey und Fürstbischofs von Münster Christoph Bernhard von Galen hatte der Konvent bei der Abtswahl am 18. Oktober 1678 darüber zu entscheiden, ob man die Leitung des Klosters erneut einem auswärtigen Großen anvertrauen oder einen Mönch zum Abt wählen sollte. Bei der Wahl fielen von 25 Stimmen zwei auf den Subprior Justinus von Metternich, vier auf den früheren Prior Nikolaus von Zitzewitz, der bei der häufigen Abwesenheit von Galens das Kloster faktisch geleitet hatte (1676 war er zum Administrator und 1677 zum Abt des Klosters Huysburg gewählt worden), und weitere fünf Stimmen auf den neuen Prior Florenz von dem Velde; die Mehrheit von 14 Stimmen erhielt Christoph von Bellinghausen. Damit war entschieden, dass ein Konventsangehöriger und nicht ein Fremder die Abtei leiten sollte.
Nicht einverstanden mit der Wahl war der Bischof von Paderborn Ferdinand von Fürstenberg, der nach von Galens Tod auch Bischof von Münster geworden war. Dieser ließ das Gebiet Corveys nach der Abtswahl und vor der offiziellen kirchlichen Anerkennung der Wahl durch Soldaten besetzen. Hintergrund war, dass es seit Jahrhunderten Konflikte zwischen dem Bistum Paderborn und Corvey um den Status des Klosters gab. Früher war das Gebiet Teil des Paderborner Territoriums gewesen, das Kloster selbst war aber ohne Zweifel exemt. Von Corveyer Seite wurde das so ausgelegt, dass damit auch das Klosterterritorium nicht Paderborn unterstünde. In kirchlicher Hinsicht wird dies etwa dadurch deutlich, dass die Agende der Paderborner Kirche auf Corveyer Gebiet keine Gültigkeit hatte und Firmungen nie von Paderborner Bischöfen oder Weihbischöfen erteilt wurden. Für Fürstenberg schien die Situation günstig, um die Paderborner Vorstellungen durchzusetzen. Er hoffte, dass insbesondere die Stadt Höxter der Abtei den Gehorsam aufkündigen würde, was allerdings nicht geschah. Außerdem bemühte er sich in Rom darum, dass der Papst ihm Corvey als Kommende übertrüge. Dagegen wandte sich unter anderem der Apostolische Vikar des Nordens Nicolaus Steno und verwies auf die besonderen Bedingungen, unter denen von Galen seinerzeit die Abtei übertragen worden war. Vor diesem Hintergrund erhielt von Bellinghausen erst im September 1679 die päpstliche Konfirmation seiner Wahl. Von Bischof Steno empfing er daraufhin am 29. Oktober 1679 die Benediktion. Die kaiserliche Bestätigung erfolgte 1681.

## Abbatiat
Von Bellinghausen sah sich nach seiner Wahl in Corvey schwierigen Verhältnissen gegenüber. Durch die ständige Abwesenheit seines Vorgängers hatte die Klosterzucht gelitten. So wurde sogar das Chorgebet vernachlässigt. Die anfänglich gütigen Versuche des Abtes die Missstände abzuschaffen misslangen, so dass er zu härteren Mitteln greifen und sogar einige Kleriker ihrer Posten entheben musste. Im Jahr 1690 ließ er für das Corveyer Gebiet eine erneuerte Kirchenordnung herausgeben und war im Kloster bestrebt, eine strengere Disziplin einzuführen.
Die Klosterkirche, deren Bau zur Zeit von Galens begonnen wurde, konnte von Bellinghausen 1683 weihen und er ließ das Innere barock ausschmücken. Außerdem ließ er verschiedene Gebäude des Klosters erneuern und im Corveyer Gebiet etwa in Albaxen und Bödexen Kirchen bauen. Verschiedene Kapellen wurden renoviert. Da zu seiner Zeit noch Weinbau in der Gegend betrieben wurde, ließ er auch einen neuen Weinberg mit einer Weinbergkapelle anlegen. Bei ihrem Besuch im Kloster hat die Königin von Dänemark den Wein ausdrücklich gelobt. Auch eine Hofapotheke ließ von Bellinghausen gründen.
Nach seinem Tod wurde der Abt in der Klosterkirche bestattet. Den Grabstein, den er noch zu Lebzeiten anfertigen ließ, ist erhalten. Erhalten ist in der Propstei Obermarsberg eine hölzerne unter anderem mit dem bischöflichen Wappen bemalte Totentafel.